# Siccia obscura
Siccia obscura är en fjärilsart som beskrevs av John Henry Leech 1888. Siccia obscura ingår i släktet Siccia och familjen björnspinnare. Inga underarter finns listade i Catalogue of Life.